# 攸克辛海周航记

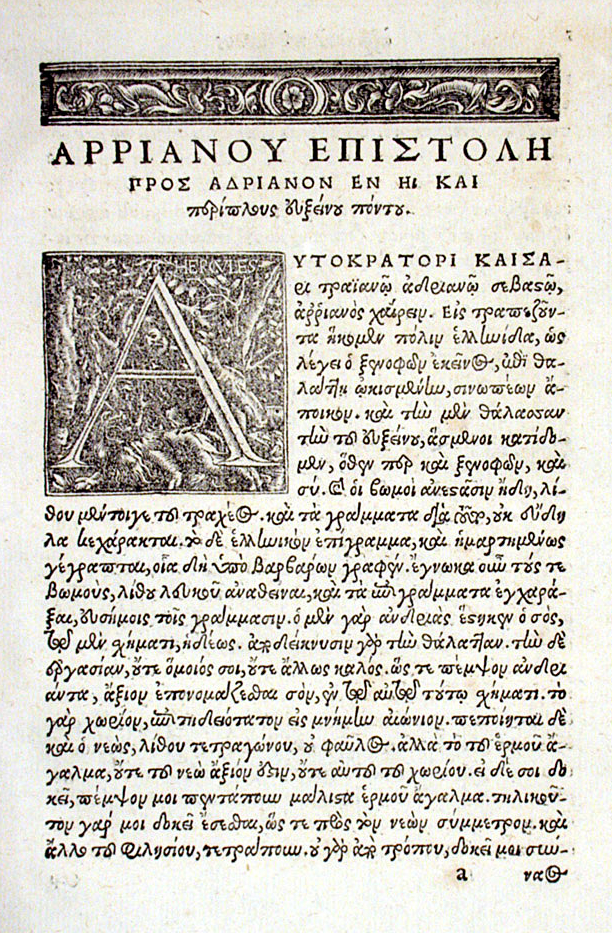
1533年于巴塞尔出版的版本

公元前8至3世纪黑海的希腊殖民地

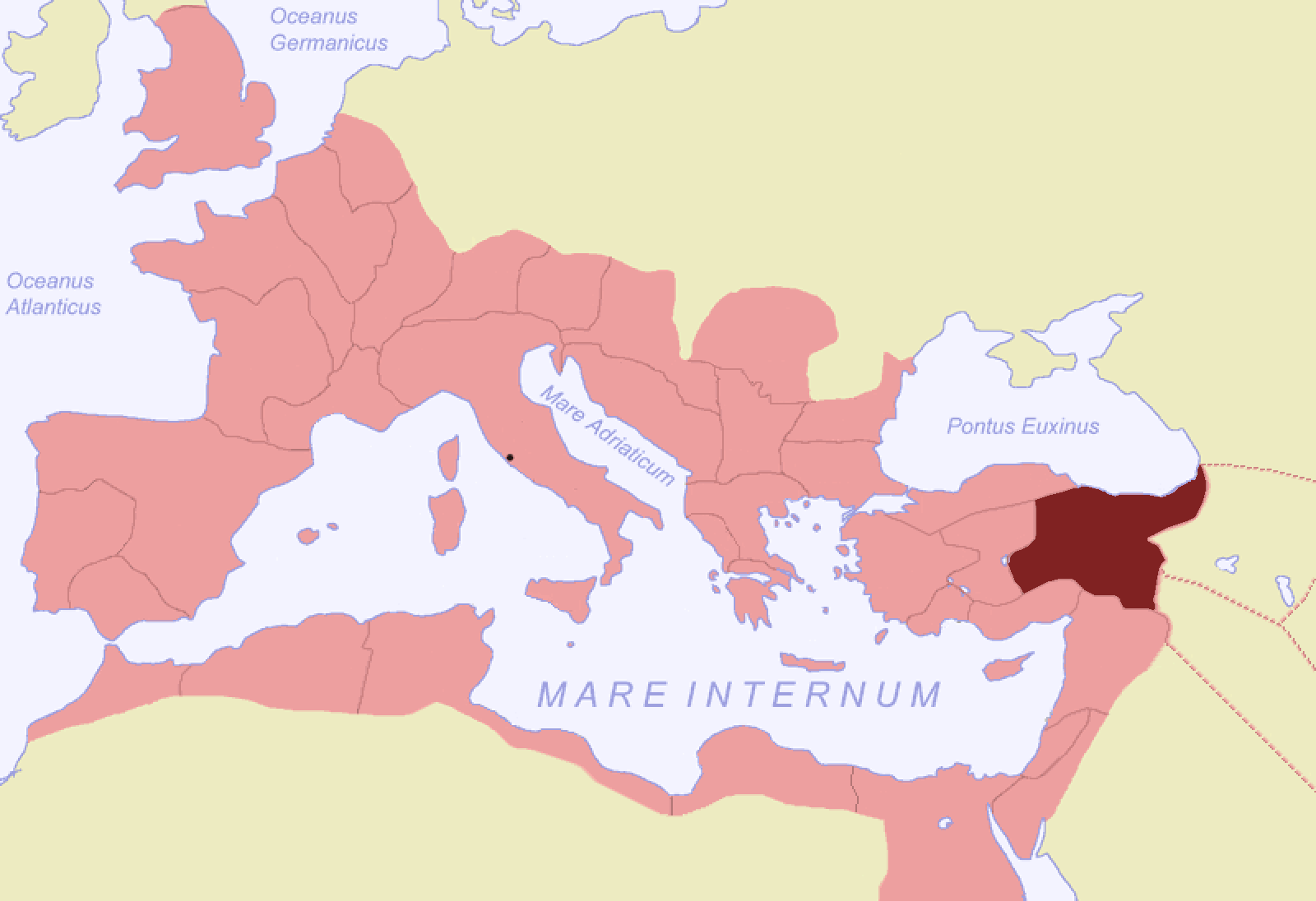
黑海沿岸的罗马卡帕多细亚行省，阿里安时任行省总督

《攸克辛海周航记》（羅馬化：Períplous toû Euxeínou Póntou）或《黑海周航记》是一部详细介绍在攸克辛海（黑海）沿岸游览时所遇目的地的周航记或指南。它由尼科米底亚的阿里安著于公元130至131年。

## 背景
该书以信件为写作形式，内容为阿里安致当时身在罗马的皇帝哈德良的信件，后者非常关注地理研究，并亲自走访了广阔的疆域。该书内容包含对攸克辛海（黑海）沿岸的详细地形调查，从特拉佩祖斯一直到拜占庭，可能写于阿里安在卡帕多细亚行省担任雷加图斯的时候，即对抗阿兰人的战争爆发不久前；无疑在这个时候，他发布了罗马军队进军对阵蛮族的指示，这道命令发现于《战术的艺术》（Techne Taktika）所附的一个简短且不完整的片段，该书据他自己所说，写于哈德良皇帝在位的第二十年，其内容在简短讲述了以前同一主题的一些作家后，描述了一般情况下军队的命令及安排。
该书的目的是告知皇帝“土地的布局”，并为他提供必要的信息，比如城市之间的距离，以及如果哈德良对这一区域发动军事远征，遭遇风暴时可以提供避风港的地点。
在爱德华·吉本所著的《罗马帝国衰亡史》第四十二章中，提到阿里安测量并且记述了黑海的海岸地区，“这位卡帕多细亚总督从特拉比松到狄俄斯库里亚斯，任何所看见的；从狄俄斯库里亚斯到多瑙河，任何所听说的；从多瑙河到特拉比松，任何所知道的”。因此，阿里安对黑海南部及东部给出的信息很多，在到北岸后所给的间距变大，测量也不是那么精确。

### 脚注
1. ↑  .  II. New York: Dodd, Mead and Company: 44. 1902.
2. ↑  Rose, Hugh James; Rose, Henry John; Wright, Thomas, , London: B. Fellowes: 207, 1848, OCLC 11837478.
3. ↑  Millar, Fergus, Cotton, Hannah M.; Rogers, Guy M. , 编, , Chapel Hill: University of North Carolina Press: 183, 2004, ISBN 0-8078-5520-0, OCLC 46992203.
4. ↑  Gibbon, Edward, ,   [2023-07-21], （原始内容存档于2020-11-30）
5. ↑  Smith, William, , London: Walton and Maberly: 887, 1854, ISBN 978-1-84511-001-7, OCLC 31406498.

### 书籍
- Rennell, James, , A Treatise on the Comparative Geography of Western Asia, Accompanied with an Atlas of Maps (London: Printed for C.J.G. & F. Rivington), 1831: 271, OCLC 5621482.